# Metals
Metals ist das vierte Studioalbum der kanadischen Sängerin und Songschreiberin Leslie Feist. Die Folgeproduktion zum 2007er Album The Reminder erschien am 3. Oktober 2011 bei Polydor. Metals erreichte Platz 7 der US-amerikanischen Billboard-200-Charts, was dort die bis dahin höchste Albumplatzierung der Künstlerin darstellt. In den deutschen Albumhitlisten stieg Metals bis auf Platz 6, in Kanada gelang mit Platz 2 der höchste internationale Listenrang.

## Produktion
Die Titel des Albums wurden von Leslie Feist geschrieben. Für die Produktion zeichnen neben Feist noch die Musiker Chilly Gonzales, Mocky sowie Valgeir Sigurðsson verantwortlich. Die beiden Erstgenannten sind auf einigen Stücken auch musikalisch vertreten.
Nach dem Vorgängeralbum The Reminder legte Leslie Feist eine kreative Pause ein und nahm mit Metals erst vier Jahre später neues Studiomaterial auf. Über den Produktionsverlauf im Vergleich zu ihren vorherigen Erfahrungen erklärte Feist, dass sie bei den Aufnahmen zu Metals bewusst mehr Fehler zugelassen habe, um Spontanität zu fördern.
Erste Singleauskopplung des Albums war im August 2011 das Stück How Come You Never Go Ever.

## Titelliste
1. The Bad in Each Other – 4:44
2. Graveyard – 4:17
3. Caught a Long Wind – 4:54
4. How Come You Never Go There – 3:24
5. A Commotion – 3:53
6. The Circle Married the Line – 3:32
7. Bittersweet Melodies – 3:56
8. Anti-Pioneer – 5:33
9. Undiscovered First – 4:58
10. Cicadas and Gulls – 3:16
11. Comfort Me – 4:04
12. Get It Wrong, Get It Right – 3:39

## Rezeption
Als prägendes Merkmal der Produktion wurde die melancholische und dennoch beschwingte Einfachheit der Stücke hervorgehoben. Im Vergleich zu den ersten drei Alben der Künstlerin wurde auch eine deutlich aufwühlendere Grundstimmung bemerkt. Das Rolling-Stone-Magazin konstatierte, dass das Hörerlebnis von Metals weniger eingängig als bei Feist üblich, dies aber dennoch deren bestes Album wäre.
Die Kritikplattform Metacritic weist für Metals einen Metascore von 81 aus 100 möglichen Punkten aus. In der Bewertung durch Benutzer erreicht das Album dort 8,7 von 10 möglichen Punkten.